# Dead Tube
Dead Tube est un seinen manga écrit par Mikoto Yamaguchi et dessiné par Touta Kitakawa. Il est prépublié depuis avril 2014 dans le magazine Champion Red, et est compilé en volumes reliés par Akita Shoten. La version française est publiée par Delcourt Tonkam depuis juin 2016.

## Prologue
Machiya Tomohiro est un étudiant en 2e année à l'académie Hae et qui se balade toujours avec une caméra sur lui car il est inscrit dans le film club de son lycée. Il est alors abordé par une fille nommée Mashiro Mei, en 2e année elle aussi, qui lui demande de la filmer quoi qu'il arrive pendant deux jours. Il ne comprend pas bien le principe ni l'intérêt de ce que lui demande sa camarade, jusqu'à ce qu'elle assassine son petit ami sous ses yeux. Elle lui explique alors qu'elle participe à un jeu internet dont le principe est de faire le plus de vues, quels que soient les moyens utilisés. 
Elle lui explique également que c'est un concours et donc qu'elle n'est pas la seule à participer. En effet, bien qu'on puisse commettre des crimes comme des viols ou des meurtres, seul le "perdant", c'est-à-dire la personne ayant fait le moins de vues, est punie et paye pour tous les crimes commis par les autres joueurs. De plus, chaque vue apporte 100 000 yens, soit 810 euros, à son réalisateur. Autant dire que cela encourage à participer...

## Synopsis
L'histoire se concentre surtout sur le point de vue de Machiya Tomohiro et de Mashiro Mai, jusqu'à ce que leur équipe s'agrandisse avec Miwa Hanae puis avec Misuno Saki.
Elle est divisée en plusieurs parties :
Le premier défi est le tout premier défi de Machiya, qui signe son inscription sur Dead Tube. Mashiro doit être filmée tout le temps, alors elle demande au jeune homme de le faire quoi qu'il arrive. 
Le deuxième défi est de filmer une personne pendant cinq jours. La personne censée se suicider est Oushima Sanagi, la présidente du film club dont Mashiro fait partie. Le film club sera pris pour cible par les participants de Dead Tube. 
Le défi suivant est de filmer Betsuki Eri, leur nouveau professeur, pendant une semaine. Machiya  découvre que Miwa Hanae participe pour la première fois à Dead Tube. 
Le quatrième défi est le défi du suicide : il faut filmer le suicide le plus drôle, le plus beau et le plus incroyable suicide. Machiya trouve ce défi ennuyant, mais Mashiro veut le faire participer et recrute pour l'occasion Furui Kazuo, et Misuno Saki rejoint également l'équipe. 
Le cinquième défi est de filmer le plus longtemps un tueur psychopathe nommé "Crazy Lascar" ou "Le Gredin fou" sur l'île de Rock River. Il y aura treize participants sur l'île qui tenteront de filmer le tueur.

## Personnages
Machiya Tomohiro
Personnage masculin principal, c'est un jeune lycéen à lunettes qui souhaite devenir caméraman. Il est très calme par nature, mais la vue de sang et de violence l'excite. Il réussit à faire ressortir le plus sombre de lui pendant ses vidéos, en filmant le plus sombre de la nature humaine (perversion, violence, sexe, etc.).
Mashiro Mai
Premier personnage féminin, elle est une jeune lycéenne appartenant au club de natation de son école. Elle semble participer depuis longtemps à Dead Tube, car elle n'est jamais choquée par la violence, elle sait aussi comment fonctionne le site et rit du malheur des autres.
Oushima Sanagi
Présidente du film club, lors de son deuxième défi, Machiya la filmera après le lui avoir demandé.
Misuno Saki
Actrice du film club en première année avec Machiya, elle a tout d'abord des liens étroits avec Machiya avant l'incident avec la présidente du club (chapitre 5) puis accepte de tourner sans hésitation pour lui.
Miwa Hanae
Élève de la classe de Machiya, elle participe comme la plupart des autres élèves au défi de la professeure (chapitre 8) qui est de la filmer pour faire le plus de vues. Elle découvre que "Dead Tube" est bien plus sombre qu'elle le pense. Elle demande de l'aide à Machiya après avoir vu son nombre de vues stagner pendant 2 jours.
Betsuki Eri
Professeure du défi du même nom, elle sera filmée par toute sa classe pour ce défi.
Furui Kazuo
En seconde année dans l'académie Kyotoku, il se suicide pour Machiya et son quatrième défi.
Nishijima Hideo
Se montrant comme très intelligent au début du cinquième défi, il participe car son petit frère est gravement malade. Cependant, il est la première victime de Crazy Lascar.
Crazy Lascar
Ne participant pas à Dead Tube, il est le psychopathe qui doit être filmé pour le cinquième défi de l'équipe. Nous découvrirons par la suite qu'il s'agit de Nishijima Hideo, qui a assassiné son frère jumeau afin de faire croire à sa mort.

## Liste des volumes
| no | Japonais          | Japonais          | Français          | Français          |
| no | Date de sortie    | ISBN              | Date de sortie    | ISBN              |
| --- | ----------------- | ----------------- | ----------------- | ----------------- |
| 1 | 20 janvier 2015   | 978-4-253-23711-6 | 15 juin 2016      | 978-2-7560-7647-8 |
| Couverture : Machiya Tomohiro et Mashiro MaiListe des chapitres : - plan.001 : Action ! - plan.002 : La gagnante et la rémunération - plan.003 : En immersion avec la réalisatrice - plan.004 : Tuer ou être tué - plan.005 : Movie of the dead - plan.000 : Le début du commencement                                                   |                   |                   |                   |                   |
| 2 | 17 juillet 2015   | 978-4-253-23712-3 | 14 septembre 2016 | 978-2-7560-8101-4 |
| Couverture : Betsuki Eri et Mashiro MaiListe des chapitres : - plan.006 : Une femme nostalgique d'une époque révolue qui, à cause d'une histoire d'amour avec une femme, finit par se suicider avec elle - plan.007 : Les principes du jeu - plan.008 : Le professeur Betsuki - plan.009 : Intensification - plan.010 : Début du live ! |                   |                   |                   |                   |
| 3 | 20 janvier 2016   | 978-4-253-23713-0 | 30 novembre 2016  | 978-2-7560-8272-1 |
| Couverture : Mashiro MaiListe des chapitres : - plan.011 : Un masque nommé Eri Betsuki - plan.012 : Suicido-tuber - plan.013 : Tentative de redonner le goût de vivre - plan.014 : En route pour l'île de Rock River |                   |                   |                   |                   |
| 4 | 20 avril 2016     | 978-4-253-23714-7 | 29 mars 2017      | 978-2-7560-8682-8 |
| Couverture : Crazy LascarListe des chapitres : - plan.015 : Par ici, Lascar - plan.016 : Here Lasco !! - plan.017 : Une nuit à deux - plan.018 : Qui est l'assassin ? |                   |                   |                   |                   |
| 5 | 20 juillet 2016   | 978-4-253-23715-4 | 5 juillet 2017    | 978-2-7560-9515-8 |
| Couverture : Crazy LascarListe des chapitres : - plan.019 : Par ici, Lascar - plan.020 : Here Lasco !! - plan.021 : Une nuit à deux - plan.022 : Qui est l'assassin ? |                   |                   |                   |                   |
| 6 | 18 novembre 2016  | 978-4-253-23716-1 | 15 novembre 2017  | 978-2-413-00071-6 |
| Couverture : Georges L. et Machiya KanaListe des chapitres : - plan.023 : Face-off - plan.024 : Tu t'appelles... - plan.025 : Le cas de Mai Mashiro - plan.026 : Les choses belles et laides |                   |                   |                   |                   |
| 7 | 17 mars 2017      | 978-4-253-23717-8 | 31 janvier 2018   | 978-2-413-00212-3 |
| Couverture : Kaoru Matsumura (Matchone), La Perverse de la Rivière, Madame Valse et G. SakakibaraListe des chapitres : - plan.027 : Compensation - plan.028 : Dead tubers - plan.029 : Lynchage filmé de Kana Machiya - plan.030 : Catastrophe                                                                                          |                   |                   |                   |                   |
| 8 | 20 septembre 2017 | 978-4-253-23718-5 | 6 juin 2018       | 978-2-413-00981-8 |
| Couverture : Kaneko GinListe des chapitres : - plan.031 : Contre-attaque - plan.032 : Un ennemi à tuer absolument - plan.033 : Punition - plan.034 : La justice est en marche ! |                   |                   |                   |                   |
| 9 | 20 février 2018   | 978-4-253-23719-2 | 3 octobre 2018    | 978-2-413-01075-3 |
| Couverture : Justice Man et Arimura TenListe des chapitres : - plan.035 : La genèse du justicier - plan.036 : Grand nettoyage à Shibuya - plan.037 : Un rival coriace - plan.038 : Le rêve éphémère et l'obstination de l'actrice |                   |                   |                   |                   |
| 10 | 20 juillet 2018   | 978-4-253-23720-8 | 15 mai 2019       | 978-2-413-01698-4 |
| Couverture : Mashiro MaiListe des chapitres : - plan.039 : Le mal et la justice - plan.040 : Parlons un peu de justice - plan.041 : Ten la baratineuse - plan.042 : Mensonge et justice |                   |                   |                   |                   |
| 11 | 20 décembre 2018  | 978-4-253-23736-9 | 6 novembre 2019   | 978-2-413-02425-5 |
| Couverture : Machiya TomohiroListe des chapitres : - plan.043 : Dernier acte de justice - plan.044 : Le cours naturel des choses - plan.045 : Dead Tubeuse virtuelle - plan.046 : Fusillade meurtrière |                   |                   |                   |                   |
| 12 | 20 mai 2019       | 978-4-253-23737-6 | 8 janvier 2020    | 978-2-413-02651-8 |
| Couverture : Dead Tubeuse virtuelleListe des chapitres : - plan.047 : Monsieur déchet - plan.048 : Qui est la cible à éliminer - plan.049 : DEAD Tube of the DEAD - plan.050 : HANAE of the DEAD |                   |                   |                   |                   |
| 13 | 18 octobre 2019   | 978-4-253-23738-3 | 23 septembre 2020 | 978-2-413-02893-2 |
| Couverture : Justice Man et Crazy LascarListe des chapitres : - plan.051 : Night of the Living Dead - plan.052 : Flash-back - plan.053 : Le héros et le vilain - plan.054 : Dead Tube : les origines |                   |                   |                   |                   |
| 14 | 19 mars 2020      | 978-4-253-23739-0 | 3 février 2021    | 978-2-413-03938-9 |
| Couverture : Yotsusaka Eno et Shinkai MahitoListe des chapitres : - plan.055 : PDC Mode Zombie : fin - plan.056 : Elle souhaite vivre... et mourir avec moi - plan.057 : Le club d'études cinématographiques du lycée Gyôtoku - plan.058 : Une méthode pour qu'il n'ait d'yeux que pour moi                                             |                   |                   |                   |                   |
| 15 | 20 août 2020      | 978-4-253-23740-6 | 7 juillet 2021    | 978-2-413-04185-6 |
| Couverture : Évangéliste du bonheurListe des chapitres : - plan.059 : Droits, devoirs et... - plan.060 : Changement radical - plan.061 : Compte à rebours avant de plonger dans les ténèbres - plan.062 : Arrivé des sauveuses ! |                   |                   |                   |                   |
| 16 | 20 janvier 2021   | 978-4-253-23742-0 | 3 novembre 2021   | 978-2-413-04407-9 |
| Couverture : Shinkai MahitoListe des chapitres : - plan.063 : Comment devenir un évangéliste - plan.064 : Machiya, de retour !! - plan.065 : La réciprocité du bonheur - plan.066 : Ce qui rend possible l'amour |                   |                   |                   |                   |
| 17 | 18 juin 2021      | 978-4-253-23745-1 | 2 mars 2022       | 978-2-413-04751-3 |
| Couverture : Mashiro MaiListe des chapitres : - plan.067 : Le scénario de la vengeance - plan.068 : Avant-première du nouveau film - plan.069 : Projection - plan.070 : La décision d'Eno |                   |                   |                   |                   |
| 18 | 18 novembre 2021  | 978-4-253-23755-0 | 7 septembre 2022  | 978-2-413-04809-1 |
| Couverture : Mashiro Mai et Kuroishi MoeListe des chapitres : - plan.071 : Le réalisateur, l'évangéliste et ... - plan.072 : Le scénario parfait - plan.073 : L'immortel et éternel cinéma - plan.074 : DEAD Tube House |                   |                   |                   |                   |
| 19 | 20 avril 2022     | 978-4-253-23759-8 | 1er février 2023  | 978-2-413-07661-2 |
| Couverture : Mashiro Mai etListe des chapitres : - plan.075 : Le festin des loups - plan.076 : Première mission - plan.077 : Routine quotidienne - plan.078 : Les traîtres |                   |                   |                   |                   |
| 20 | 20 septembre 2022 | 978-4-253-23760-4 | 12 juillet 2023   | 978-2-413-07856-2 |
| Couverture : Hanae Miwa et Kaoru Matsumura (Matchone)Liste des chapitres : - plan.079 : Tomber dans le piège du "traître" - plan.080 : Celle que s'autoproclamait "voyante" - plan.081 : Offensive conforme à la théorie - plan.082 : Qui est mort ?                                                                                    |                   |                   |                   |                   |
| 21 | 20 février 2023   | 978-4-253-32161-7 | 3 janvier 2024    | 978-2-413-07857-9 |
| Couverture : Kaoru Matsumura (Matchone)Liste des chapitres : - plan.083 : La résolution du mystère se poursuit après la mission quotidienne - plan.084 : Détective nue - plan.085 : Geisha, harakiri et fleurs de cerisier - plan.086 : De détective débutante à détective de renom                                                     |                   |                   |                   |                   |
| 22 | 18 août 2023      | 978-4-253-32162-4 | 28 août 2024      | 978-2-413-08534-8 |
| Liste des chapitres : - plan.087 : - plan.088 : - plan.089 : - plan.090 : |                   |                   |                   |                   |
| 23 | 18 janvier 2024   | 978-4-253-32163-1 | 8 janvier 2025    | 978-2-413-08660-4 |
| Couverture : Mashiro MaiListe des chapitres : - plan.091 : Plagiat à la chaîne ! - plan.092 : Le camp des gagnants et celui des perdants - plan.093 : Plus dure sera la chute - plan.094 : Shinobu et Kisara |                   |                   |                   |                   |
| 24 | 19 juin 2024      | 978-4-253-32164-8 | 13 novembre 2025  | 978-2-413-08866-0 |
| Couverture : Mashiro MaiListe des chapitres : - plan.095 : - plan.096 : - plan.097 : - plan.098 : |                   |                   |                   |                   |
| 25 | 19 novembre 2024  | 978-4-253-32165-5 |                   |                   |
| Couverture : NenekoListe des chapitres : - plan.099 : - plan.0100 : - plan.0101 : - plan.0102 : |                   |                   |                   |                   |
| 26 | 20 mai 2025       | 978-4-253-32166-2 |                   |                   |
| Liste des chapitres : - plan.0103 : - plan.0104 : - plan.0105 : - plan.0106 : |                   |                   |                   |                   |
| 27 | 20 octobre 2025   | 978-4-253-00463-3 |                   |                   |

## Voir également
- Friends Games - Une autre série de manga imaginée par Mikoto Yamaguchi.

### Œuvres
Édition japonaise
1. 1 2  Tome 1
2. 1 2  Tome 2
3. 1 2  Tome 3
4. 1 2  Tome 4
5. 1 2  Tome 5
6. 1 2  Tome 6
7. 1 2  Tome 7
8. 1 2  Tome 8
9. 1 2  Tome 9
10. 1 2  Tome 10
11. 1 2  Tome 11
12. 1 2  Tome 12
13. 1 2  Tome 13
14. 1 2  Tome 14
15. 1 2  Tome 15
16. 1 2  Tome 16
17. 1 2  Tome 17
18. 1 2  Tome 18
19. 1 2  Tome 19
20. 1 2  Tome 20
21. 1 2  Tome 21
22. 1 2  Tome 22
23. 1 2  Tome 23
24. 1 2  Tome 24
25. 1 2  Tome 25
26. 1 2  Tome 26
27. 1 2  Tome 27

Édition française
1. 1 2  Tome 1
2. 1 2  Tome 2
3. 1 2  Tome 3
4. 1 2  Tome 4
5. 1 2  Tome 5
6. 1 2  Tome 6
7. 1 2  Tome 7
8. 1 2  Tome 8
9. 1 2  Tome 9
10. 1 2  Tome 10
11. 1 2  Tome 11
12. 1 2  Tome 12
13. 1 2  Tome 13
14. 1 2  Tome 14
15. 1 2  Tome 15
16. 1 2  Tome 16
17. 1 2  Tome 17
18. 1 2  Tome 18
19. 1 2  Tome 19
20. 1 2  Tome 20
21. 1 2  Tome 21
22. 1 2  Tome 22
23. 1 2  Tome 23
24. 1 2  Tome 24